# Палатальний гак
Палатальний гак (◌̡) — різновид гака, що раніше використовувалася МФА для позначення палаталізованих)  згодних. Це маленький, вигнутий ліворуч гак, приписаний до літери знизу праворуч, і його не слід плутати з іншими видами гаків, що позначають, наприклад, ретрофлексію.
МФА наказував з літерами еш (ʃ) і еж (ʒ) не використовувати палатальні гаки, а замість цього використовувати спеціальні літери із завитком: ʆ і ʓ. Проте версія з гаками використовували деякі автори.
Палатальний гак був видалений з МФА в 1989 році і замінений на надрядкову j, наступну за згодною (тобто, наприклад, перетворилася на tʲ).
Палатальні гаки також використовуються в литовській діалектології Литовської фонетичної транскрипційної системи (англ. Lithuanian Phonetic Transcription System).

## Кодування
Юнікод включає як комбінований символ палатального гака, так і кілька готових, включаючи надрядкові літери з палатальними гаками.
Хоча LATIN SMALL LETTER T WITH PALATAL HOOK було внесено до Юнікоду у 1991 році, інші символи не були додані туди до 2005 року і пізніше. Таким чином, нові символи підтримуються меншою кількістю шрифтів, ніж старіші.